# Lista över klassiska kompositörer efter tidsepok
Denna lista omfattas av kompositörer som verkade under den klassiska eran, från 1730 till 1820. Till de mest betydelsefulla kompositörerna från denna tid hör Wilhelm Friedmann Bach, Carl Philipp Emanuel Bach, Johann Stamitz, Joseph Haydn, Johann Christian Bach, Antonio Salieri, Muzio Clementi, Wolfgang Amadeus Mozart, Luigi Boccherini, Ludwig van Beethoven och Franz Schubert.

## Tidiga galanta kompositörer – Övergång från barocken till klassicism (födda före 1710)
Kompositörer från övergången mellan barock och klassisk stil, som skrev i Den galanta stilen, inkluderar följande kompositörer sorterade efter födelseår:
- Lodovico Giustini (1685–1743)
- Domenico Scarlatti (1685–1757)
- Johann Joachim Quantz (1697-1773)
- Johann Adolph Hasse (1699-1783)
- Domenico Dalla Bella (fl. tidigt 1700-tal, Venedig)
- Caterina Benedicta Grazianini (fl. tidigt 1700-tal)
- Maria Margherita Grimani (fl. tidigt 1700-tal)
- Giovanni Zamboni (fl. tidigt 1700-tal)
- Mlle Guédon de Presles (tidigt 1700-tal–1754)
- Jean-Baptiste Masse (c. 1700–c. 1756)
- Michel Blavet (1700–1768)
- Johan Agrell (1701–1765)
- François Rebel (1701-1775)
- Giovanni Battista Sammartini (c. 1701–1775)
- Johann Ernst Eberlin (1702–1762)
- Johann Gottlieb Graun (1703–1771)
- Carl Heinrich Graun (1704–1759)
- Rosanna Scalfi Marcello (fl. 1723–1742)
- Carlos Seixas (1704-1742)
- Giovanni Battista Pescetti (c. 1704–c. 1766)
- Santa Della Pietà (fl. c. 1725–1750; d. efter 1774)
- Carlo Cecere (1706–1761)
- Baldassare Galuppi (1706–1785)
- Jean Barrière (1707-1747)
- Georg Reutter (1708–1772)
- Franz Benda (1709–1786)
- Franz Xaver Richter (1709–1789)
- Christoph Schaffrath (1709–1763)
- Wilhelmine av Preussen (1709-1758)

## Kompositörer i sen galant stil/tidig klassisk stil (födda 1710-1730)
Kompositörerna tillhör ett tidigt skede av den klassiska eran. Kompositörerna är sorterade efter födelseår:
- Domenico Alberti (1710–1740)
- Thomas Arne (1710–1778)
- Wilhelm Friedemann Bach (1710–1784)
- Giovanni Battista Pergolesi (1710–1736)
- William Boyce (1711–1779)
- Barbara av Portugal (1711–1758)
- Ignaz Holzbauer (1711-1783)
- Fredrik den store (1712–1786)
- John Stanley (1712–1786)
- Johann Ludwig Krebs (1713–1780)
- Per Brant (1714–1767)
- Niccolò Jommelli (1714–1774)
- Gottfried August Homilius (1714–1785)
- Christoph Willibald Gluck (1714–1787)
- Carl Philipp Emanuel Bach (1714–1788)
- Georg Christoph Wagenseil (1715–1777)
- Jacques Duphly (1715–1789)
- Johann Friedrich Doles (1715–1797)
- James Nares (1715–1783)
- Hinrich Philip Johnsen (1716–1779)
- Georg Matthias Monn (1716–1750)
- Johann Stamitz (1717–1757)
- Elisabeth de Haulteterre (fl. 1737–1768)
- Mlle Duval (1718–after 1775)
- Leopold Mozart (1719–1787)
- William Walond (1719–1768)
- Joan Baptista Pla (c. 1720–1773)
- Maria Teresa Agnesi (1720–1795)
- Johann Friedrich Agricola (1720–1774)
- Johann Christoph Altnickol (1720–1759)
- Pieter Hellendaal (1721–1799)
- Johann Philipp Kirnberger (1721–1783)
- John Garth (1721–1810)
- Sebastián Ramón de Albero y Añaños (1722–1756)
- Georg Benda (1722–1795)
- Karl Friedrich Abel (1723–1787)
- Anna Amalia av Preussen (1723–1787)
- Maria Antonia Walpurgis av Bayern (1724–1780)
- Claude Balbastre (1724–1799)
- Miss Davis (c. 1726–after 1755)
- Johann Becker (1726–1803)
- Johann Gottlieb Goldberg (1727–1756)
- Tommaso Traetta (1727–1779)
- Armand-Louis Couperin (1727–1789)
- Niccolò Piccinni (1728–1800)
- Florian Leopold Gassmann (1729–1774)
- Giuseppe Sarti (1729–1802)[1]
- Antonio Soler (1729–1783)
- Pieter van Maldere (1729–1798)

## Kompositörer från mitten av den klassiska eran (födda 1730-1750)
- Luise Adelgunda Victoria Gottsched (död 1762)
- Christian Cannabich (1731–1798)
- Franz Xaver Duschek (1731-1799)
- Elisabetta de Gambarini (1731–1765)
- František Xaver Brixi (1732–1771)
- Franz Joseph Haydn (1732–1809)
- Josina Anna Petronella van Boetzelaer (1733–1787)
- Anton Fils (1733–1760)
- Franz Ignaz Beck (1734-1809)
- Benjamin Cooke (1734–1793)
- François-Joseph Gossec (1734–1829)
- Johann Gottfried Eckard (1735–1809)
- Johann Christian Bach (1735–1782)
- Mme Papavoine (född c. 1735; fl. 1755–61)
- Johann Schobert (c. 1735–1767)
- Johann Georg Albrechtsberger (1736–1809)
- Ignaz Fränzl (1736-1811)
- Hélène-Louise Demars (b. c. 1736)
- Michael Haydn (1737–1806)
- Josef Mysliveček (1737–1781)
- Philip Hayes (1738–1797)
- William Herschel (1738–1822)
- Leopold Hofmann (1738–1793)
- Anna Bon (född 1738/1739)
- Carl Ditters von Dittersdorf (1739–1799)
- Johann Baptist Vanhal (1739–1813)
- Anna Amalia av Saschen-Weimar-Eisenach (1739–1807)
- Mlle Guerin (född c. 1739, fl. 1755)
- Isabelle de Charrière (1740–1805)
- Luigi Gatti (1740–1817)
- André Ernest Modeste Grétry (1741–1813)
- Andrea Luchesi (1741–1801)
- Giovanni Paisiello (1741–1816)
- Václav Pichl (1741–1804)
- Anton Ferdinand Tietz (1742–1811)
- Maria Carolina Wolf (1742–1820)
- Luigi Boccherini (1743–1805)
- Franz Nikolaus Novotny (1743–1773)
- Anne Louise Boyvin d'Hardancourt Brillon de Jouy (1744–1824)
- Marianne von Martínez (1744–1812)
- Yekaterina Sinyavina (död 1784)
- Maxim Berezovsky (c. 1745–1777)
- Joseph Bologne, Chevalier de Saint-Georges (1745–1799)
- Maddalena Laura Sirmen (1745–1818)
- Carl Stamitz (1745–1801)
- Marie Emmanuelle Bayon Louis (1746–1825)
- Leopold Kozeluch (1747–1818)
- Joseph Schuster (1748–1812)
- Henriette Adélaïde Villard de Beaumesnil (1748–1813)
- Johann Nikolaus Forkel (1749–1818)
- Domenico Cimarosa (1749–1801)
- Jean-Frédéric Edelmann (1749–1794)
- Maria Barthélemon (c. 1749–1799)
- Antonín Kraft (c. 1749-1820)
- Marianne Auenbrugger (1759-1782)
- Marija Zubova (1749-1799)

## Kompositörer från slutet av den klassiska eran (födda 1750-1770)
- Anton Stamitz (1750?-1798?)
- Antonio Salieri (1750–1825)
- Antonio Rosetti (c1750–1792)
- Elizabeth Anspach (1750–1828)
- Elizabeth Joanetta Catherine von Hagen (1750–1809/1810)
- Dimitrij Bortnjanskij (1751–1825)
- Maria Anna Mozart (1751–1829)
- Mary Ann Pownall (1751–1796)
- Corona Elisabeth Wilhelmine Schröter (1751–1802)
- Mary Ann Wrighten (1751–1796)
- Muzio Clementi (1752–1832)
- Niccolò Antonio Zingarelli (1752–1837)
- Juliane Reichardt (1752–1783)
- Jane Savage (1752/3–1824)
- Jean-Baptiste Bréval (1753–1823)
- Vicente Martín y Soler (1754–1806)
- Vincenzo Righini (1756–1812)
- Giuseppe Antonio Capuzzi (1755–1818)
- Maria Theresia Ahlefeldt (1755–1810)
- Mary Linwood (1755/6–1845)
- Antoine-Frédéric Gresnick (1755–1799)
- Francesca Lebrun också Franziska Danzi Lebrun (1756–1791)
- Thomas Linley d.y. (1756–1778)
- Wolfgang Amadeus Mozart (1756–1791)
- Joseph Martin Kraus (1756–1792)
- Paul Wranitzky (1756–1808)
- Daniel Gottlob Türk (1756–1813)
- Ignace Pleyel (1757–1831)
- Harriett Abrams (1758–1821)
- Josepha Barbara Auernhammer (1758–1820)
- François Devienne (1759–1803)
- Franz Krommer (1759-1831)
- Maria Theresa von Paradis (1759–1824)
- Maria Rosa Coccia (1759–1833)
- Sophia Maria Westenholz (1759–1838)
- Luigi Cherubini (1760-1842)
- Jan Ladislav Dussek (1760–1812)
- Marie-Elizabeth Cléry (1761–efter 1795)
- Erik Tulindberg (1761-1814)
- Marcos António da Fonseca Portugal (1762-1830)
- Jérôme-Joseph de Momigny (1762–1842)
- Adelheid Maria Eichner (1762–1787)
- Jane Mary Guest (1762–1846)
- Ann Valentine (1762–1842)
- Franz Danzi (1763–1826)
- Adalbert Gyrowetz (1763–1850)
- Étienne-Nicolas Méhul (1763-1817)
- Giovanni Simone Mayr (1763 - 1845)
- Helene de Montgeroult (1764–1836)
- Anton Eberl (1765–1807)
- Franz Xaver Süssmayr (1766–1803)
- Samuel Wesley (1766–1837)
- Anne-Marie Krumpholtz (1766–1813)
- Caroline Wuiet (1766–1835)
- Wenzel Müller (1767–1835)
- Julie Candeille (1767–1834)
- José Maurício Nunes Garcia (1767–1830)
- Carlos Baguer (1768–1808)
- Elizabeth Weichsell Billington (c.1768–1818)
- Margarethe Danzi (1768–1800)
- Francesco Gnecco (1769–1810)
- Cecilia Maria Barthélemon (c. 1769–1840)
- Maria Theresa Bland (c. 1769–1838)
- Kateřina Veronika Anna Dusíkova (1769–1833)
- Maria Margherita Grimani (fl. 1700-talet)
- Vincenta Da Ponte (fl. 1700-talets andra hälft)

## Kompositörer tillhörande övergången från den klassiska eran till romantiken (födda 1770-1800)
- Ludwig van Beethoven (1770-1827)
- Ferdinando Carulli (1770-1841)
- Ferdinando Paer (1771-1839)
- Johann Baptist Cramer (1771-1858)
- Lucile Grétry (1772–1790)
- Maria Frances Parke (1772–1822)
- Sophie Bawr (1773–1860)
- Maria Brizzi Giorgi (1775–1822)
- João Domingos Bomtempo (1775-1842)
- Sophia Corri Dussek (1775–1847)
- Margaret Essex (1775–1807)
- Sophie Gail (1775–1819)
- Maria Hester Park (1775–1822)
- Nikolaus Kraft (1777-1853)
- Johann Nepomuk Hummel (1778-1837)
- Fernando Sor (1778-1839)
- Pauline Duchambge (1778–1858)
- Joachim Nicolas Eggert (1779-1813)
- Louise Reichardt (1779–1826)
- Anthony Philip Heinrich (1781-1861)
- Sophie Lebrun (1781–1863)
- John Field (1782-1837)
- Niccolò Paganini (1782-1840)
- Daniel Auber (1782-1871)
- Charlotte Seuerling (1782/84-1828)
- Louis Spohr (1784-1859)
- Teresa Belloc-Giorgi (1784–1855)
- Bettina Brentano (1785–1859)
- Catherina Cibbini-Kozeluch (1785–1858)
- Isabella Colbran (1785–1845)
- Fanny Krumpholtz Pittar (1785–1815)
- Pietro Raimondi (1786-1853)
- Carl Maria von Weber (1786-1826)
- Friedrich Kuhlau (1786-1832)
- Marie Bigot (1786–1820)
- Le Sénéchal de Kerkado (omkring 1786–efter 1805)
- Nicolas Bochsa (1789-1856)
- Elena Asachi (1789–1877)
- Maria Agata Szymanowska (1789–1831)
- Harriet Browne (1790–1858)
- Louis Joseph Ferdinand Herold (1791–1833)
- Carl Czerny (1791-1857)
- Giacomo Meyerbeer (1791-1864)
- Gertrude van den Bergh (1793–1840)
- Amalie av Sachsen (1794–1870)
- Olivia Buckley (mitten av 1790-talet-efter 1845)
- Franz Berwald (1796-1868)
- Carl Loewe (1796-1869)
- Helene Liebmann (1796–1835)
- Emilie Zumsteeg (1796–1857)
- Mathilda d'Orozco  (1796-1863)
- Gaetano Donizetti (1797-1848)
- Franz Schubert (1797-1828)
- Annette von Droste-Hülshoff (1797–1848)
- Mme Delaval (fl. 1791–1802)
- Maria Fredrica von Stedingk (1799-1868)
- Mme Ravissa (fl. sena 1700-talet)
- Ekaterina Likoshin (fl. 1800–1810)
- Katerina Maier (fl. c. 1800)
- Agata Della Pietà (fl. c. 1800)